# Saint-Rémy-en-Comté
Pour les articles homonymes, voir Saint-Rémy.
Saint-Rémy-en-Comté est une commune française située dans le département de la Haute-Saône, la région culturelle et historique de Franche-Comté et la région administrative Bourgogne-Franche-Comté.
La commune est le siège du centre hospitalier spécialisé de Saint-Rémy et Nord Franche-Comté.

## Géographie
Le village est situé à 28 km de Vesoul et à environ 30 km de Luxeuil-les-Bains.

### Climat
Pour des articles plus généraux, voir Climat de la Bourgogne-Franche-Comté et Climat de la Haute-Saône.
En 2010, le climat de la commune est de type climat des marges montargnardes, selon une étude du Centre national de la recherche scientifique s'appuyant sur une série de données couvrant la période 1971-2000. En 2020, Météo-France publie une typologie des climats de la France métropolitaine dans laquelle la commune est exposée à un climat semi-continental et est dans la région climatique  Lorraine, plateau de Langres, Morvan, caractérisée par un hiver rude (1,5 °C), des vents modérés et des brouillards fréquents en automne et hiver. 
Pour la période 1971-2000, la température annuelle moyenne est de 9,9 °C, avec une amplitude thermique annuelle de 17,1 °C. Le cumul annuel moyen de précipitations est de 956 mm, avec 13,1 jours de précipitations en janvier et 9,7 jours en juillet. Pour la période 1991-2020, la température moyenne annuelle observée sur la station météorologique de Météo-France la plus proche, « Venisey », sur la commune de Venisey à 8 km à vol d'oiseau, est de 11,0 °C et le cumul annuel moyen de précipitations est de 850,7 mm. 
La température maximale relevée sur cette station est de 39,7 °C, atteinte le 25 juillet 2019 ; la température minimale est de −17,4 °C, atteinte le 30 décembre 2005,,. 
Les paramètres climatiques de la commune ont été estimés pour le milieu du siècle (2041-2070) selon différents scénarios d'émission de gaz à effet de serre à partir des nouvelles projections climatiques de référence DRIAS-2020. Ils sont consultables sur un site dédié publié par Météo-France en novembre 2022.

## Urbanisme

### Typologie
Au 1er janvier 2024, Saint-Rémy-en-Comté est catégorisée commune rurale à habitat dispersé, selon la nouvelle grille communale de densité à sept niveaux définie par l'Insee en 2022.
Elle est située hors unité urbaine. Par ailleurs la commune fait partie de l'aire d'attraction de Vesoul, dont elle est une commune de la couronne,. Cette aire, qui regroupe 158 communes, est catégorisée dans les aires de 50 000 à moins de 200 000 habitants,.

### Occupation des sols
L'occupation des sols de la commune, telle qu'elle ressort de la base de données européenne d’occupation biophysique des sols Corine Land Cover (CLC), est marquée par l'importance des forêts et milieux semi-naturels (47,6 % en 2018), une proportion sensiblement équivalente à celle de 1990 (47,7 %). La répartition détaillée en 2018 est la suivante : 
forêts (47,6 %), prairies (35,2 %), zones agricoles hétérogènes (8 %), terres arables (3,6 %), zones industrielles ou commerciales et réseaux de communication (2,8 %), zones urbanisées (2,7 %). L'évolution de l’occupation des sols de la commune et de ses infrastructures peut être observée sur les différentes représentations cartographiques du territoire : la carte de Cassini (XVIIIe siècle), la carte d'état-major (1820-1866) et les cartes ou photos aériennes de l'IGN pour la période actuelle (1950 à aujourd'hui).

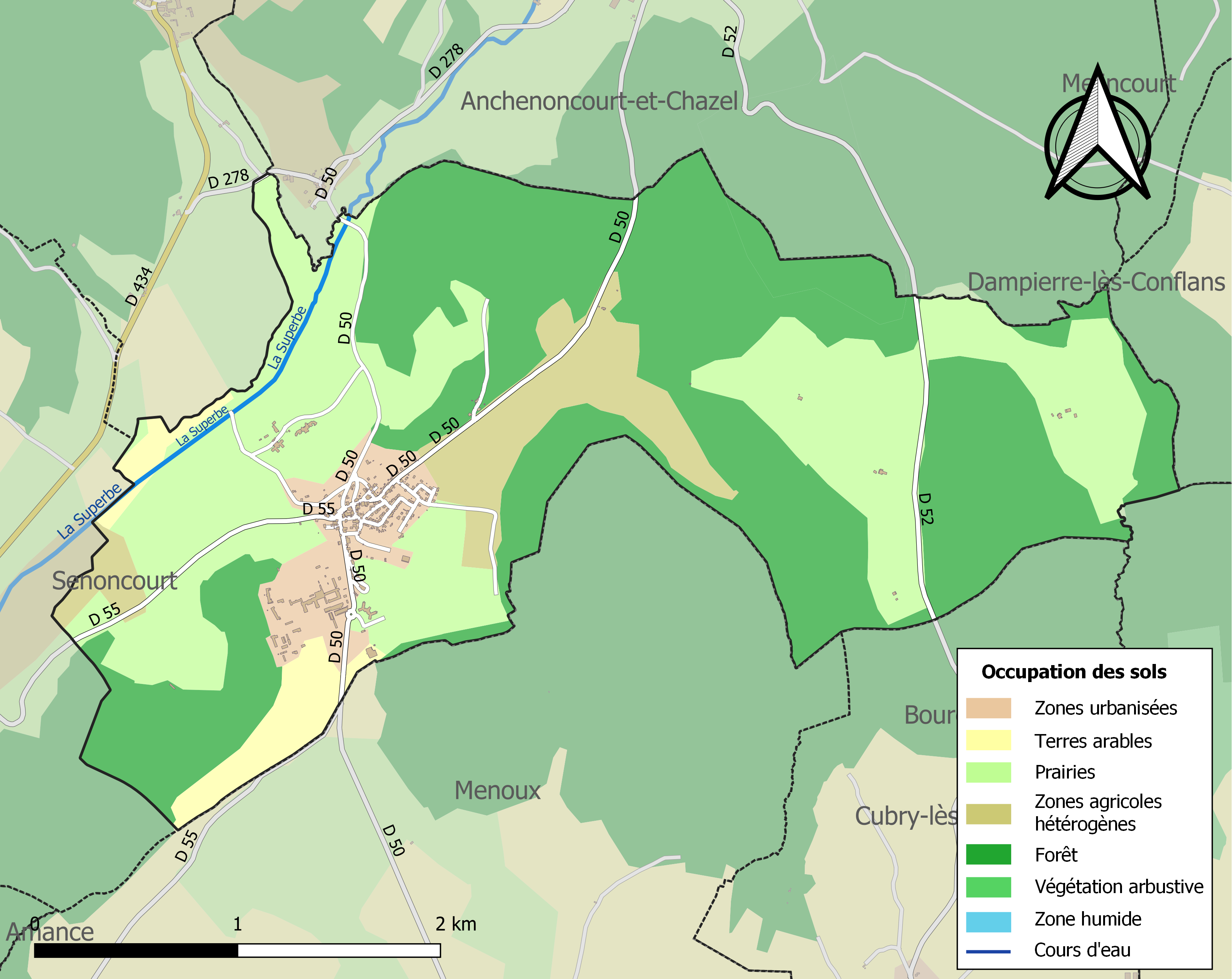
Carte des infrastructures et de l'occupation des sols de la commune en 2018 (CLC).

## Toponymie
La commune de Saint-Remy est renommée Saint-Rémy-en-Comté en 2018.

## Histoire
Saint-Rémy-en-Comté et son église du XVIIIe siècle, sont dédiés à l'évêque Saint Remi de Reims (qui convertit au Catholicisme et sacra le premier roi de France Mérovingien, Clovis, ainsi que 3000 guerriers francs de son armée des Invasions "barbares", à la Basilique Saint-Remi de Reims, vers 500).
Au XIIe siècle, le seigneur féodal Philippe d’Achey est la souche de la famille des seigneurs d'Achey et de Saint-Remy, les plus anciens seigneurs connus du lieu. Ils sont vassaux des comtes palatins de Bourgogne, et des empereurs du Saint-Empire romain germanique, depuis la Succession de Bourgogne (1032-1034). Ils font notamment construire le château fort de Saint-Remy au XIVe siècle.
En 1285, invités par le comte de Chiny, les deux frères de Saint-Rémy accompagnent les Faucogney, Annegray, Ronchamp, Oiselay et Moncley, avec d'autres seigneurs bourguignons au tournoi de Chauvency-le-Château, selon Jacques Bretel.
Sous le règne du roi Louis XV, la comtesse Jeanne-Octavie de Vaudrey épouse le marquis Anne-Armand von Rosen (descendant du maréchal de France Conrad de Rosen), avec qui elle fait construire vers 1760 le château actuel de Saint-Rémy-en-Comté de style classique, avec domaine, parc, et jardin à la française, entouré d'une importante caserne militaire pour l'armée de son époux, construit en partie avec les matériaux du château fort médiéval féodal qu'elle fait alors entièrement démonter.

## Politique et administration

### Rattachements administratifs et électoraux
Saint-Rémy-en-Comté fait partie de l'arrondissement de Vesoul du département de la Haute-Saône, en région Bourgogne-Franche-Comté. Pour l'élection des députés, elle dépend de la première circonscription de la Haute-Saône.
La commune faisait partie depuis 1793 du canton d'Amance. Dans le cadre du redécoupage cantonal de 2014 en France, la commune fait désormais partie du canton de Port-sur-Saône.

### Intercommunalité
La commune était membre de la communauté de communes de la Saône jolie, créée en 1992.
L'article 35 de la loi n° 2010-1563 du 16 décembre 2010 dite « de réforme des collectivités territoriales » prévoyant d'achever et de rationaliser le dispositif intercommunal en France, et notamment d'intégrer la quasi-totalité des communes françaises dans des EPCI à fiscalité propre, dont la population soit normalement supérieure à 5 000 habitants, les communautés de communes : 
- Agir ensemble ;  
- de la Saône jolie ; 
- des six villages ; 
et les communes isolées de Bourguignon-lès-Conflans, Breurey-lès-Faverney et Vilory ont été regroupées pour former le 1er janvier 2014 la communauté de communes Terres de Saône, dont est désormais membre la commune de Saint-Rémy-en-Comté.

### Liste des maires

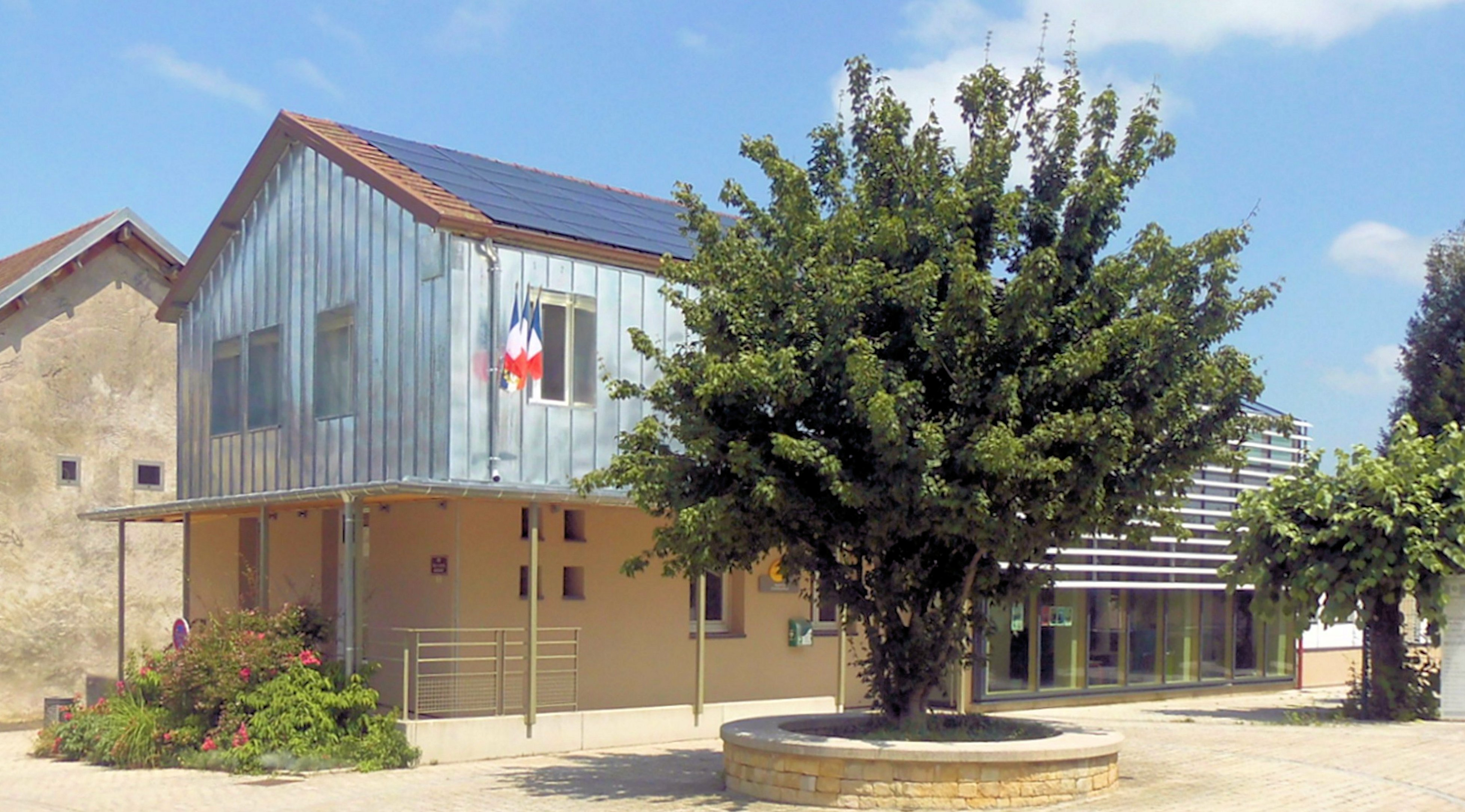
La mairie, l'école et la poste.

| Période                                  | Période   | Identité           | Étiquette | Qualité                                                                                 |
| ---------------------------------------- | --------- | ------------------ | --------- | --------------------------------------------------------------------------------------- |
| Les données manquantes sont à compléter. |           |                    |           |                                                                                         |
| mars 2001                                | mars 2008 | Patrick Liévin     | PCF       |                                                                                         |
| mars 2008                                | en cours  | Christian Mettelet | SE        | Retraité Vice-président de la CC Saône jolie ( ? → 2013) Réélu pour le mandat 2014-2020 |

## Population et société

### Démographie
L'évolution du nombre d'habitants est connue à travers les recensements de la population effectués dans la commune depuis 1793. Pour les communes de moins de 10 000 habitants, une enquête de recensement portant sur toute la population est réalisée tous les cinq ans, les populations de référence des années intermédiaires étant quant à elles estimées par interpolation ou extrapolation. Pour la commune, le premier recensement exhaustif entrant dans le cadre du nouveau dispositif a été réalisé en 2005.

En 2022, la commune comptait 439 habitants, en évolution de −22,98 % par rapport à 2016 (Haute-Saône : −1,4 %, France hors Mayotte : +2,11 %).
| 1793 | 1800 | 1806 | 1821 | 1831 | 1836 | 1841 | 1846 | 1851 |
| ---- | ---- | ---- | ---- | ---- | ---- | ---- | ---- | ---- |
| 383  | 403  | 459  | 455  | 532  | 538  | 581  | 448  | 587  |

| 1856 | 1861 | 1866 | 1872 | 1876 | 1881 | 1886 | 1891 | 1896 |
| ---- | ---- | ---- | ---- | ---- | ---- | ---- | ---- | ---- |
| 546  | 534  | 539  | 553  | 662  | 733  | 730  | 622  | 621  |

| 1901 | 1906 | 1911 | 1921 | 1926 | 1931 | 1936 | 1946  | 1954  |
| ---- | ---- | ---- | ---- | ---- | ---- | ---- | ----- | ----- |
| 703  | 264  | 289  | 217  | 224  | 197  | 152  | 1 038 | 1 393 |

| 1962  | 1968  | 1975  | 1982  | 1990  | 1999 | 2005 | 2006 | 2010 |
| ----- | ----- | ----- | ----- | ----- | ---- | ---- | ---- | ---- |
| 1 447 | 1 492 | 1 620 | 1 554 | 1 356 | 797  | 696  | 692  | 568  |

| 2015 | 2020 | 2022 | - | - | - | - | - | - |
| ---- | ---- | ---- | - | - | - | - | - | - |
| 563  | 442  | 439  | - | - | - | - | - | - |

### Centre hospitalier
Depuis 1937 un hôpital psychiatrique est établi au château de Saint-Rémy-en-Comté du XVIIIe siècle. Ce site est géré par l'association AHFC (propriétaire du château) présente dans de nombreuses villes du Nord de la région.

## Culture locale et patrimoine

### Lieux et monuments

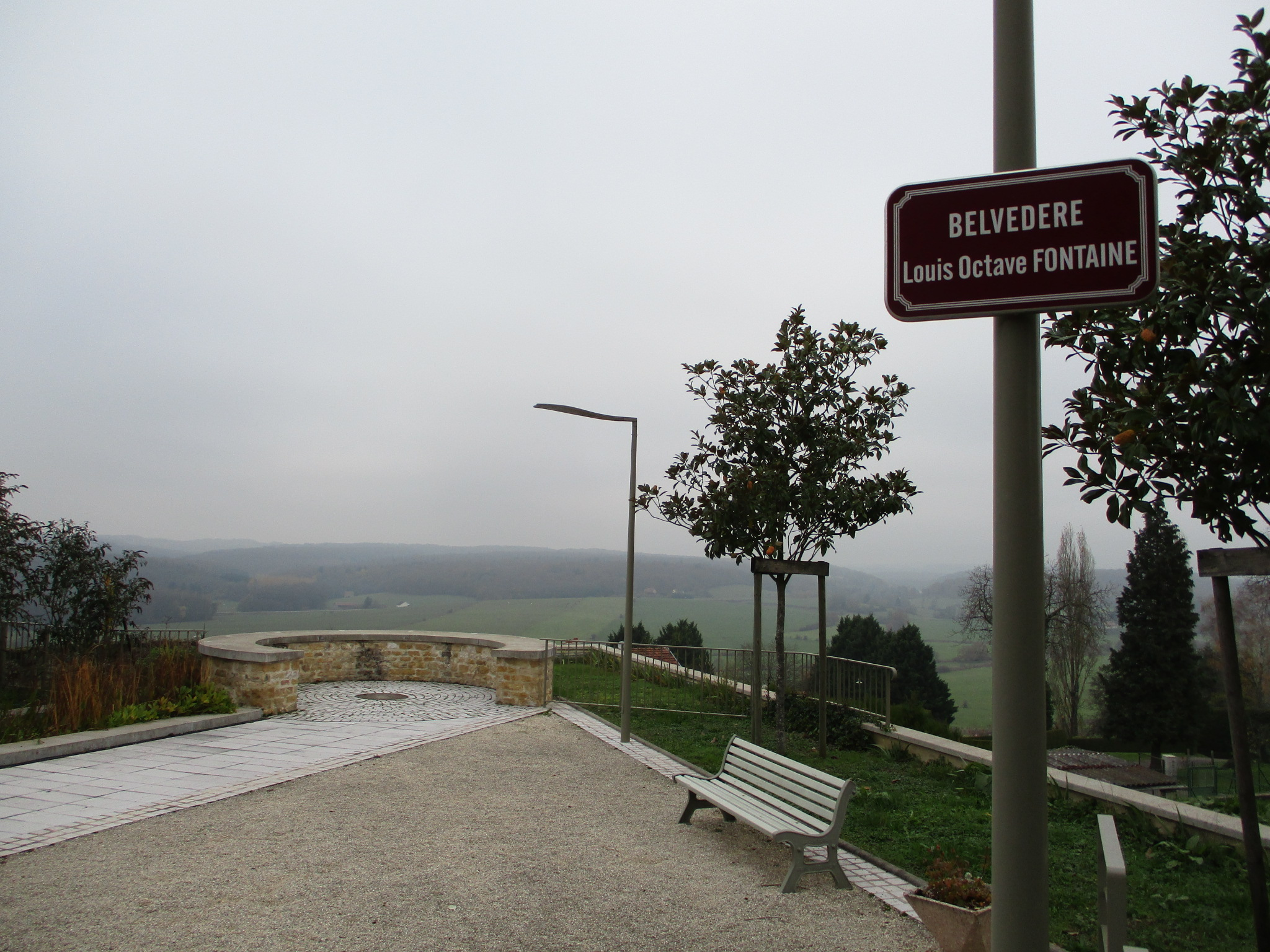
Belvédère Louis Octave Fontaine
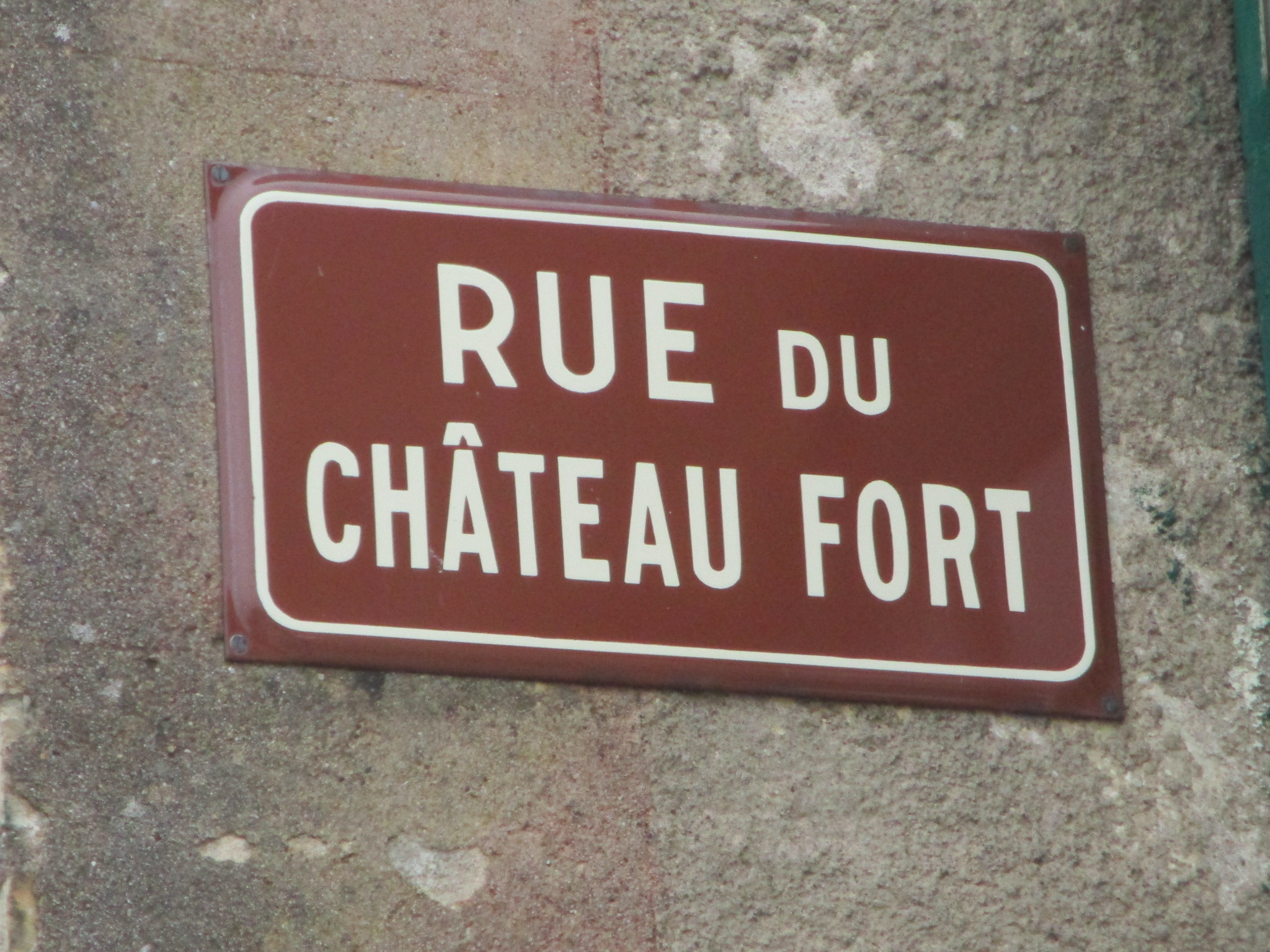
Rue du château fort
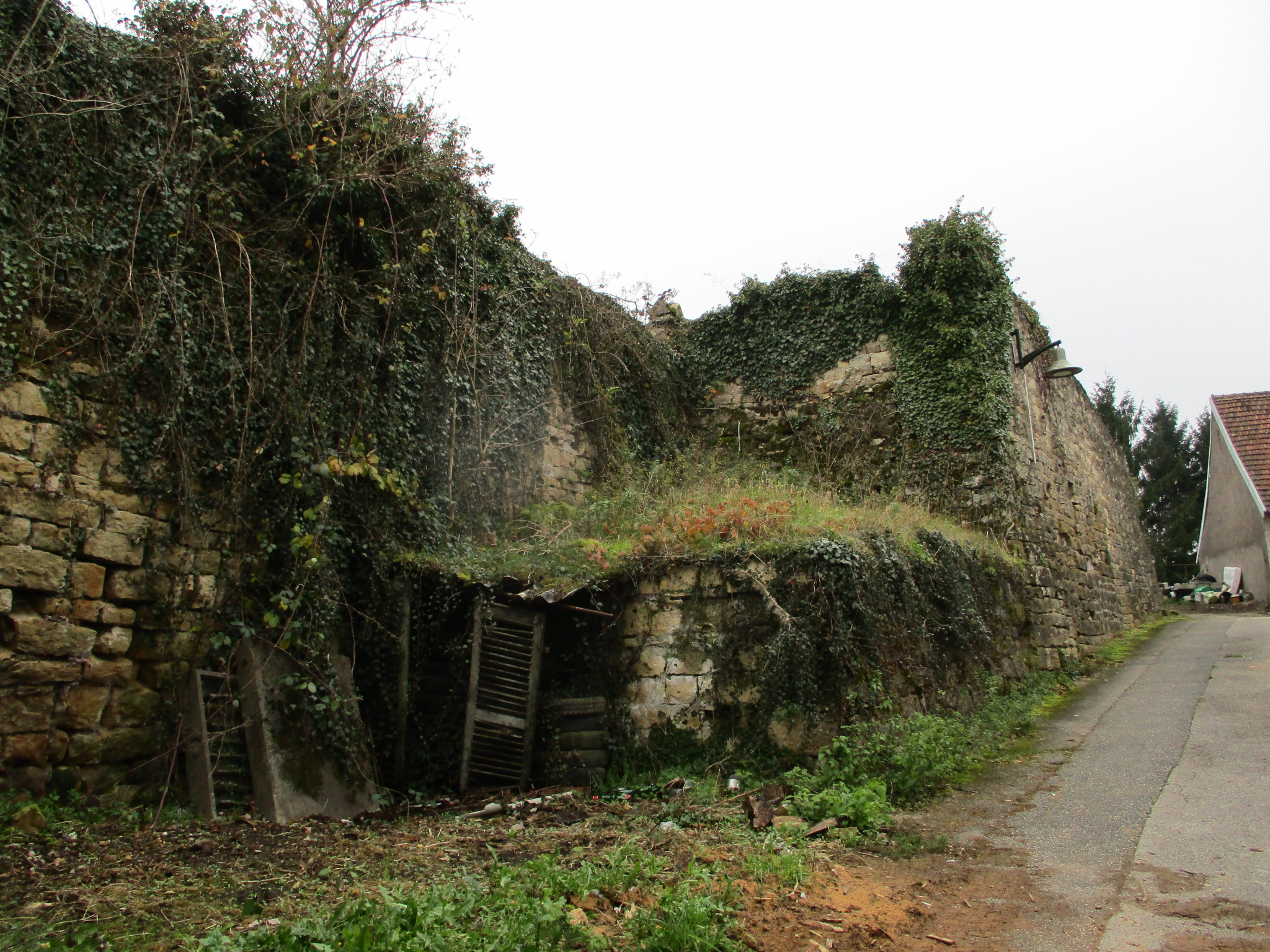
Vestiges du château fort de Saint-Rémy-en-Comté (XIVe siècle)
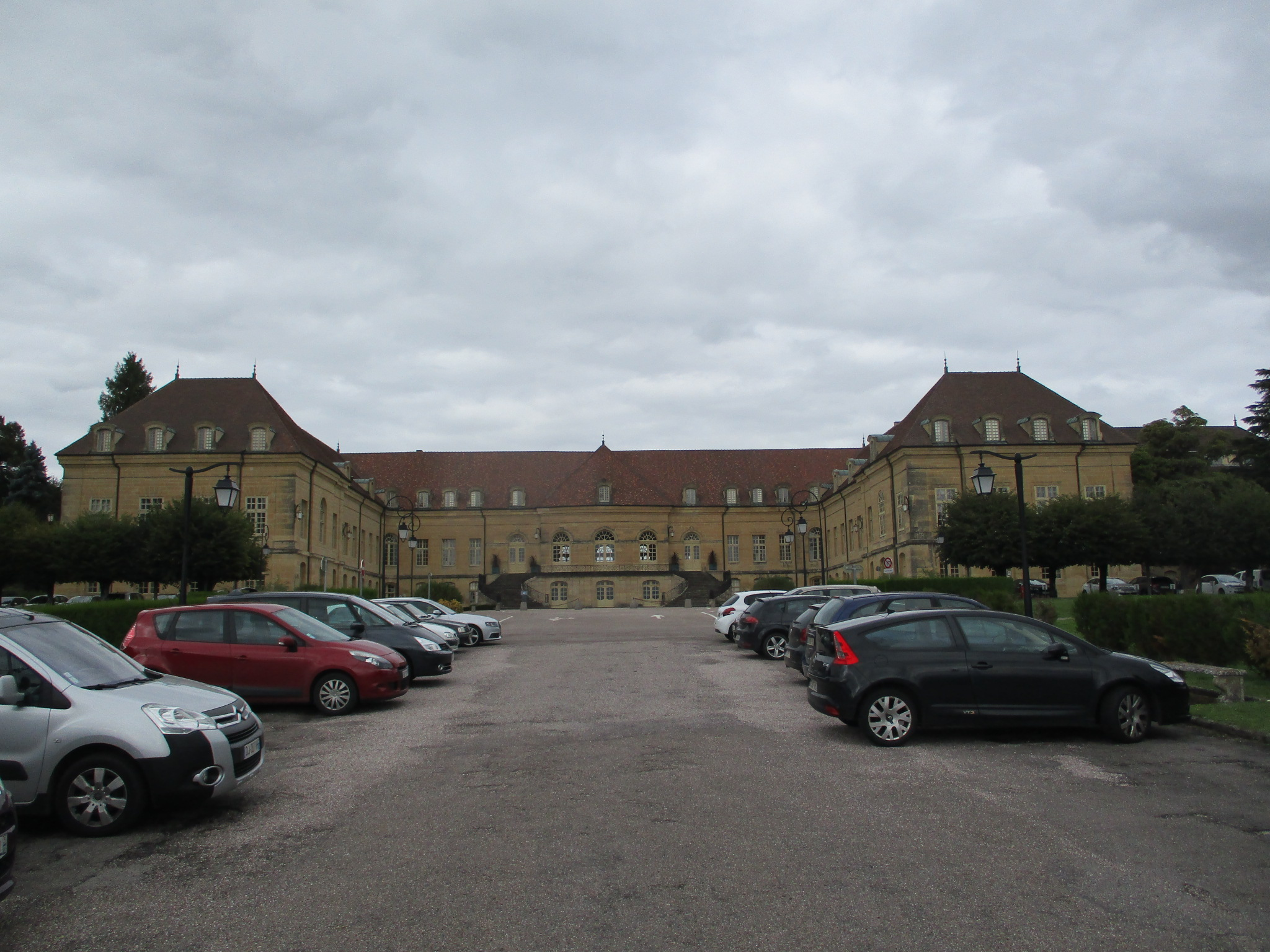
Château de Saint-Rémy-en-Comté (XVIIIe siècle)
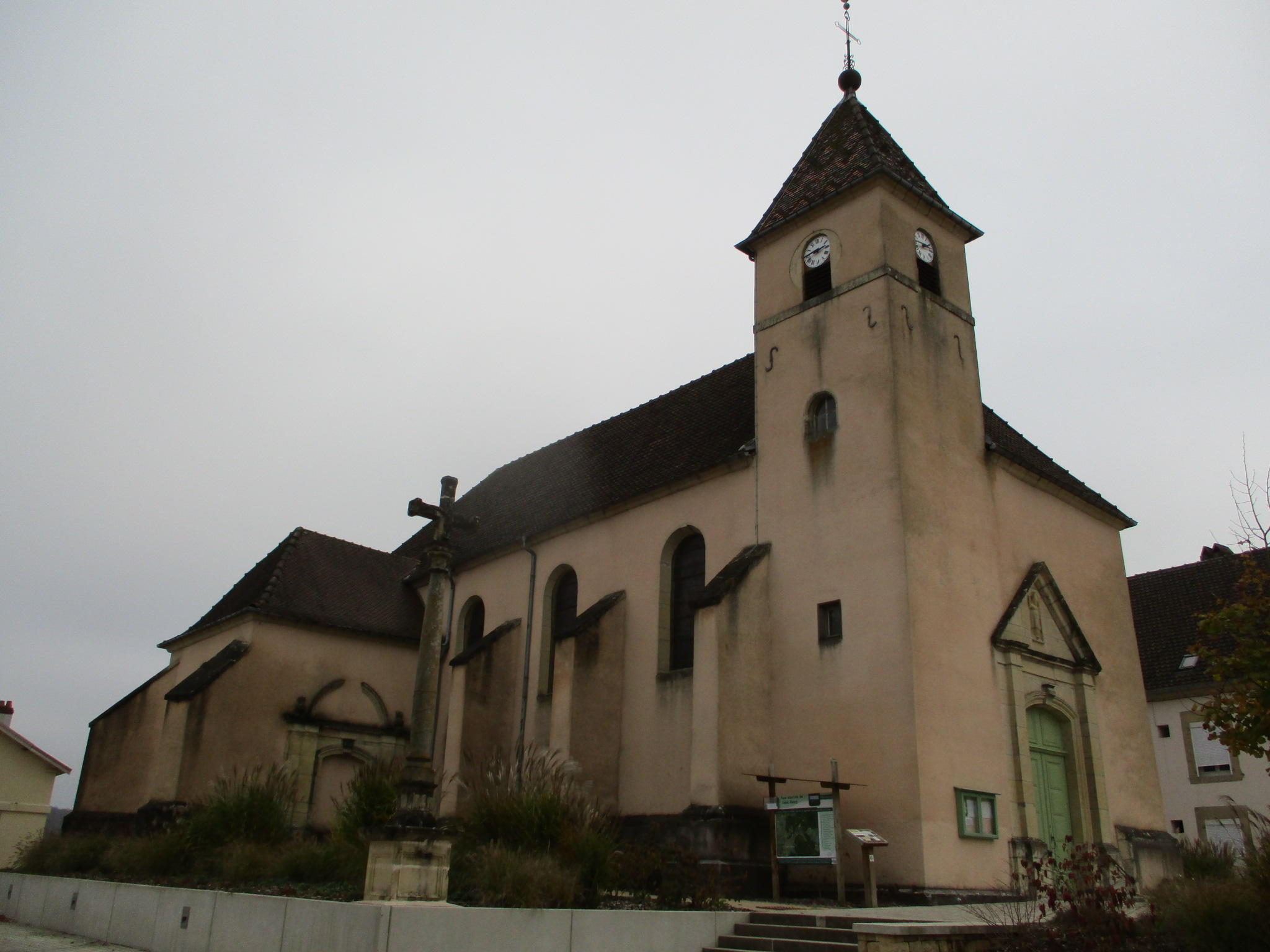
Église de Saint-Rémy-en-Comté (XVIIIe siècle)

La commune s'est vu attribuer le 2e prix du concours national "Capitale de la biodiversité 2018" avec la mention spéciale "Coup de coeur" du jury, décerné par l'Agence française pour la biodiversité et le Ministère de la transition écologique et solidaire.

### Personnalités liées à la commune
- Berthaire et Athalin, pèlerins aquitains assassinés vers 766 sur le territoire de Saint-Rémy
- Henri de Saint-Rémi (1557-1621) comte de Saint-Remy, fils du roi Henri II de Valois et de sa maîtresse Nicole de Savigny de Saint-Remy
- Louis Octave Fontaine (1762-1812), général des armées révolutionnaires et impériales.

### Héraldique
| Blason de Saint-Rémy-en-Comté | Blason  | Parti d'azur et de gueules, à un tronc de frêne d'or écoté et arraché sommé de deux feuilles du même mises en chevron renversé, accompagné en chef d'un cœur d'argent chargé d'une fasce d'azur surchargée de trois fleurs de lis d'or et sommé de la Couronne Royale de France au naturel, le tout accompagné d'un heaume de tournoi d'argent orné d'or, taré de profil et contourné à dextre, et d'une rose d'argent boutonnée et pointée d'or à senestre, le tout brochant le parti. Ornements extérieurs* Une couronne de baron sommée de tours crenelées d'or chargées de flanchis de gueules sur les côtés, et d'une étoile de 8 rais d'or de front, comme timbre, * une bannière d'or en pointe sur laquelle est inscrite la devise en lettres de sable Devise / CriAvec force, avec cœur, avec grâce |
| Blason de Saint-Rémy-en-Comté | Détails | * Le cœur fait référence à Nicole de Savigny, maîtresse d'Henri II. * Le heaume rappelle l’existence des chevaliers de Saint-Rémy. * La rose est prise aux armes de la famille de Rosen, propriétaires du château de Saint-Rémy-en-Comté de 1731 à 1822. * Le bâton muni de deux feuilles de frêne évoque la légende des saints martyrs Berthaire et Athalin. Armoiries composées par M. Nicolas VERNOT, adoptées par la commune le 27 novembre 2011. |